# Zoran Rendulić
Zoran Rendulić est un footballeur professionnel serbe né le 22 mai 1984 à Sarajevo en Yougoslavie. Son poste de prédilection est défenseur devenu entraîneur.

## Biographie
Il a signé au GF38 le 24 juin 2008 en provenance du Borac Čačak. Après 2 années passées au GF38 sans parvenir à s'imposer, Rendulic n'est pas prolongé. Il retourne alors en Serbie et signe au Habitfarm Ivanjica.
En décembre 2011, il s'engage avec le club sud-coréen des Pohang Steelers.

## Palmarès
- Coupe de Serbie : 2015
- Championnat de Serbie : 2016